# Tuggentjärnen
Tuggentjärnen är en sjö i Lycksele kommun i Lappland och ingår i Öreälvens huvudavrinningsområde. Sjön har en area på 0,19 kvadratkilometer och ligger 321,2 meter över havet. Sjön avvattnas av vattendraget Rafsarbäcken.

## Delavrinningsområde
Tuggentjärnen ingår i det delavrinningsområde (715066-163808) som SMHI kallar för Mynnar i Öreälven. Medelhöjden är 338 meter över havet och ytan är 25,66 kvadratkilometer. Det finns inga avrinningsområden uppströms utan avrinningsområdet är högsta punkten. Rafsarbäcken som avvattnar avrinningsområdet har biflödesordning 2, vilket innebär att vattnet flödar genom totalt 2 vattendrag innan det når havet efter 157 kilometer. Avrinningsområdet består mestadels av skog (83 procent) och sankmarker (15 procent). Avrinningsområdet har 0,19 kvadratkilometer vattenytor vilket ger det en sjöprocent på 0,7 procent.